# Dulce Pontes
Pour les articles homonymes, voir Pontes.
Dulce José Silva Pontes, née le 8 avril 1969 à Montijo (Portugal), est une auteure-compositrice-interprète, chanteuse de pop, musique folk, musique classique et fado.

## Biographie
Elle a gagné le Festival national de la chanson du Portugal en 1991 et a représenté la même année son pays au Concours de l'Eurovision , terminant à la 8e place, sur 22 pays participants. Elle a obtenu à Sanremo le prix Tenco. Elle chante principalement dans sa langue maternelle, mais aussi en espagnol, galicien, mirandais, italien, anglais, arabe et grec. Dulce Pontes a collaboré avec, entre autres, Cesária Évora, Caetano Veloso, Marisa Monte, Carlos Núñez, the Chieftains, Kepa Junkera, Eleftheria Arvanitaki, Georges Dalaras, Andrea Bocelli et Ennio Morricone.

## Discographie
- 1992 : Lusitana
- 1993 : Lágrimas
- 1995 : Brisa do Coração - Enregistrement public le 6 mai 1995 à Porto
- 1996 : Caminhos
- 1999 : O Primeiro Canto
- 2002 : Best Of
- 2003 : Focus - en collaboration avec Ennio Morricone
- 2006 : O Coração Tem Três Portas
- 2009 : Momentos
- 2017 : Peregrinação
- 2019 : Best Of (Deluxe)